# Radiotelescópio RT-70 de Eupatória

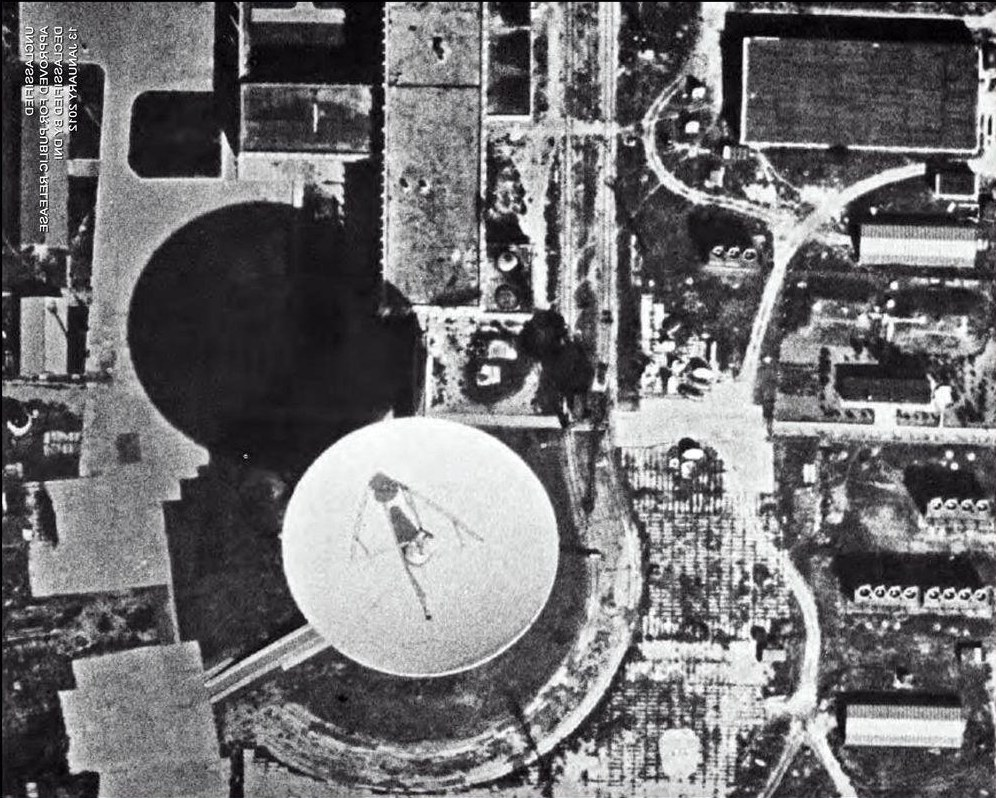
P-2500, em 1982.

O radiotelescópio RT-70 de Eupatória (P-2500, RT-70) é um radiotelescópio e radar planetário na Agência Espacial do Estado da Ucrânia, Eupatória, Criméia. Na literatura científica, é muitas vezes chamado de Radar Planetário Eupatória.

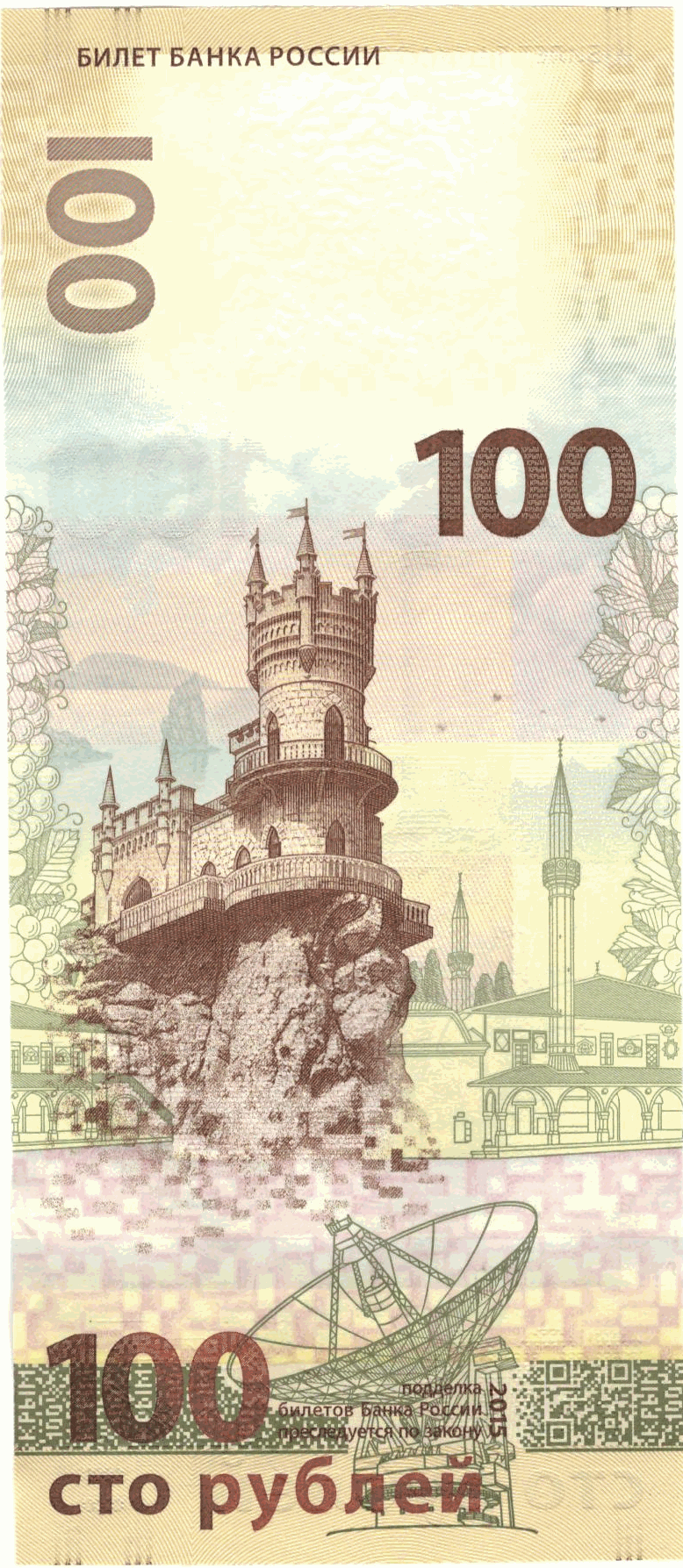
Cem rublos russos, na impressão de 2015, com a imagem do radiotelescópio.

O radiotelescópio é representado na nota de cem rublos russa.